# Хуан Іґнасіо Сірак
Хуа́н Іґна́сіо Сіра́к Састураї́н (ісп. Juan Ignacio Cirac Sasturain, кат. Juan Ignacio Cirac Sasturain; нар. 11 жовтня 1965) — іспанський і каталонський фізик, один із піонерів квантових обчислень та квантової теорії інформації.

## Біографія
Хуан Іґнасіо Сірак, один з найвідоміших іспанських фізиків сучасності, народився 11 жовтня 1965 року у каталонському місті Манреса. У 1988 році закінчив Мадридський університет Комплутенсе і переїхав у 1991 році до США, де почав працювати постдоком із Петером Цоллером в Об'єднаному інституті лабораторної астрофізики Боулдерського університету. З 1991 до 1996 року викладав фізику в університеті Кастилія — Ла-Манча (хімічний факультет у Сьюдад-Реаль).
У 1996 році Сірак став професором в Інституті теоретичної фізики в Інсбруці (Австрія), а у 2001 році став директором теоретичного відділу Інституту квантової оптики імені Макса Планка в Ґархінзі (Німеччина). В той самий час він став почесним професором у Мюнхенському технічному університеті. Також Хуан Іґнасіо Сірак — науковий керівник та запрошений професор в Інституті фотоніки у Барселоні з моменту його заснування у 2002 році, член науково-дослідницьких груп у Гарвадському університеті, Мюнхенському технічному університеті, Гамбурзькому університеті, Каліфорнійському університеті у Санта-Барбарі, Ганноверському університеті, Бристольському університеті, Паризькому університеті, Вищій нормальній школі й Массачусетському технологічному інституті.
Наукові інтереси Хуана Іґнасіо Сірака лежать у галузі квантової оптики, квантової теорії інформації та квантовій теорії багатьох тіл. Згідно з його ідеями, квантові обчислення вчинять революцію в інформаційному суспільстві та зробить передачу інформації більш ефективною та захищеною. Сумісна робота Сірака з Петером Цоллером над квантовим комп'ютером на йонних пастках дала початок експериментам в галузі квантових обчислень. Також йому належить чималий доробок до квантової оптики, теорії вироджених квантових газів, методів ренорм-групи. Хуан Іґнасіо Сірак — автор більш ніж 300 наукових статей у найпрестижніших журналах та один з найбільш цитованих науковців, що працюють в галузі квантових обчислень.

## Нагороди та визнання
- doctor honoris causa University of Castilla–La Mancha[en][10]
- doctor honoris causa Мадридського Європейського Університету[en][11]
- doctor honoris causa Каталонського Політехнічного Університету[12]
- doctor honoris causa Валенсійського Політехнічного Університету[13]
- doctor honoris causa Університету Валенсії[14]
- doctor honoris causa Університету Сарагоси[15]
- Почесний професор Мюнхенського технічного університету
- 1992:дослідницька премія Королівського іспанського фізичного товариства[es]
- 2001:Премія Фелікса Кушеница Австрійської академії наук
- 2002:медаль Королівського іспанського фізичного товариства[es]
- 2002:член Американського фізичного товариства
- 2002:член Академії наук Іспанії
- 2003:член Австрійської академії наук
- 2005:Премія в галузі квантової електроніки і оптики[ru]
- 2006:Премія Принца Астурійського за технічні та наукові дослідження[16]
- 2007:Національна дослідницька премія Блас Кабрера[es][17]
- 2008:BBVA Foundation Frontiers of Knowledge Awards у галузі фундаментальних наук [18][19]
- 2009:Премія Карла Цейса
- 2010:Національна премія науки та культури Каталонії
- 2010:Медаль Бенджаміна Франкліна [20][21]
- 2011:Великий хрест ордена Дос-де-Майо[es][22]
- 2012:Шредінгерська лекція (Віденський центр квантової науки і техніки)
- 2012:Премія Пошани Інституту Нільса Бора
- 2013:Премія Вольфа з фізики[23]
- 2017:член Леопольдини
- 2018:Медаль імені Макса Планка[24]